# Гайовий Тимофій Володимирович
Тимофій Володимирович Гайовий (Мазненко) (нар. 21 грудня 1909, село Гута-Селицька Канівського повіту Полтавської губернії, тепер Корсунь-Шевченківського району Черкаської області — 5 січня 1979, місто Полтава) — український радянський діяч, організатор промислового виробництва, начальник Полтавського паровозоремонтного заводу. Герой Соціалістичної Праці (1.08.1959). Депутат Верховної Ради СРСР 2—4-го скликань.

## Життєпис
Народився в бідній селянській родині Мазненків. У 1927 році закінчив професійно-технічну школу в містечку Таганча на Канівщині. З 1927 року працював слюсарем на цукровому заводі в селі Селище, потім у колгоспі.
З 1928 року навчався у Київському машинобудівному (індустріальному) інституті, де здобув спеціальність інженера-механіка.
Після закінчення у 1932 році Київського індустріального інституту працював у транспортному відділі (інженер, начальник паровозного депо) на будівництві Челябінського тракторного заводу.
До 1934 року служив у Червоній армії.
З 1934 року на різних інженерно-адміністративних посадах на Полтавскому паровозоремонтному заводі: інженер складального цеху, начальник технічного бюро, начальник зміни, заступник начальника та начальник складального цеху, начальник планово-виробничого відділу.
З 1939 по 1972 рік — начальник (директор) Полтавського паровозоремонтного заводу.
Після початку німецько-радянської війни до 18 вересня 1941 року керував евакуацією заводу в місто Красноярськ, працював заступником начальника і начальником Красноярського паровозо-вагоноремонтного заводу. До кінця 1941 року організував на евакуйованому заводі виробництво мінометів, а з 1942 року — санітарних і броньованих поїздів.
Член ВКП(б) з березня 1942 року.
Після звільнення Полтавської області від німецьких військ з квітня 1944 року займався відновленням паровозобудівного заводу в Полтаві. Під його керівництвом завод вийшов у 1945 році на довоєнний рівень виробництва на рівні 73%, а в 1949 році — перевершив на 45% довоєнний рівень. За високі виробничі успіхи завод був нагороджений орденом Трудового Червоного Прапора.
1 серпня 1959 року Тимофій Гайовий був удостоєний звання Героя Соціалістичної Праці «за видатні успіхи в справі розвитку залізничного транспорту». Керував заводом до виходу на пенсію в 1972 році. Друкував публіцистичні статті в газетах «Правда», «Гудок» і «Рабочая газета». Був головою Полтавської обласної ради наставників молоді.
З 1972 року — персональний пенсіонер союзного значення. Проживав в місті Полтаві, де й помер 5 січня 1979 року.
Його ім'ям названа вулиця в Полтаві, на якій розташовується сучасний паровозобудівний завод.

## Звання
- генерал-директор тяги ІІІ-го рангу (1945)

## Нагороди
- Герой Соціалістичної Праці (1.08.1959)
- два ордени Леніна (1943?, 1.08.1959)
- орден Жовтневої Революції
- два ордени Трудового Червоного Прапора (23.11.1939, 25.11.1949)
- орден «Знак Пошани» (23.01.1948)
- медалі
- Почесна грамота Президії Верховної Ради Української РСР (3.04.1969)